# Ulex minor
El tojo enano, aulaga o ercajo (Ulex minor) es un arbusto espinoso de la familia de las fabáceas.

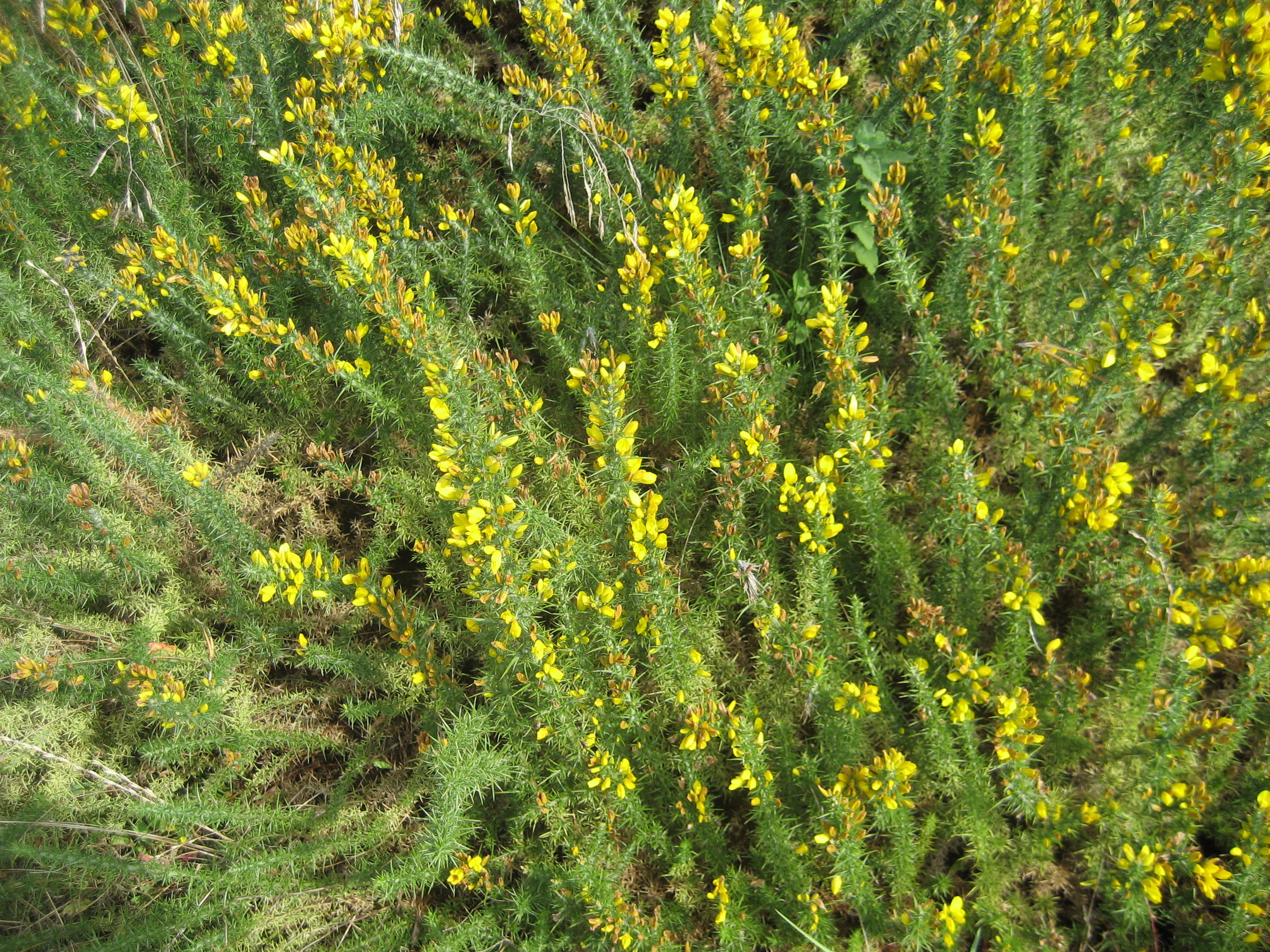
En su hábitat

## Descripción
Arbusto de hasta 2 m, profusamente ramificado, muy espinoso, con espinas densamente agrupadas en la parte basal de una espina más gruesa (espina primaria). Hojas alternas, trifoliadas o unifoliadas, frecuentemente reducidas a filodios (peciolo aplastado). Flores hermafroditas, zigomorfas, pentámeras, axilares. Cáliz de (6,5) 7-9,5 mm, dividido hasta la base en dos labios, uno superior con dos dientes y otro inferior con tres dientes, laxamente peloso, con pelos aplicados. Corola amarilla, con pétalo superior (estandarte) más largo que los laterales (alas) y que la quilla formada por fusión de los dos pétalos inferiores. Androceo con 10 estambres soldados por los filamentos en la parte inferior para formar un tubo que envuelve el ovario (androceo monadelfo). Ovario súpero, con un solo carpelo. Fruto en legumbre de 8-9,5 mm, plana, sin pelos.

## Distribución y hábitat
Distribución  atlántica. En Portugal, España, Francia y Gran Bretaña.
En brezales oligotrofos en suelos temporalmente encharcados. florece y fructifica desde el verano hasta la primavera.

## Taxonomía
Ulex minor fue descrita por  Albrecht Wilhelm Roth y publicado en Catalecta Botanica 1: 83. 1797.
Citología
Número de cromosomas de Ulex minor (Fam. Leguminosae) y táxones infraespecíficos: 2n=32
Etimología
Ulex: nombre genérico que es el antiguo nombre de esta planta o alguna similar.
minor: epíteto latino que significa "más pequeño.
Sinonimia
- Ulex spartioides (Webb) Nyman
- Ulex autumnalis Thore
- Ulex montanus Pourr. ex Bubani
- Ulex nanus var. acicularis Merino
- Ulex nanus var. confertus Merino
- Ulex nanus var. lusitanicus Webb
- Ulex nanus var. nemoralis Simon
- Ulex nanus var. remotus Cout.
- Ulex nanus var. thorei Lagr.-Foss.
- Ulex nanus Symons
- Ulex paniculatus Pourr. ex Bubani[7][8]

## Nombre común
- Abulaga, alarceña, aliaga, aliaga pequeña, alisaga, argoma, aulaga, aulaga pequeña, ercajo, escajo, tojo, tojo enano, tojo gateño, tojo merino, ulaga.[8]